# Gurdwara
Un gurdwara es el lugar de culto religioso propio del sijismo donde los fieles sijes se reúnen para realizar sus ritos y ceremonias, adoraciones multitudinarias y difundir su fe. Cada gurdwara alberga una copia del libro Adi Granth y sirve como un punto de encuentro para la veneración, incluyendo la recitación, el canto y la clarificación de la escritura sagrada. Estos edificios tienen adjuntas una cocina comunitaria llamada langar, una escuela y frecuentemente en hogares particulares se reserva una habitación para la adoración, siendo llamada también gurdwara. Con frecuencia se hacen peregrinajes hacia los gurdwaras relacionados con las vidas de los gurús sij, que son ejemplos de la mejor arquitectura sij.
El Templo Dorado de la ciudad de Amritsar, conocido en India como Harmandir Sahib, es el gurdwara más importante del sijismo, siendo su importancia parangonable a la que se le da en el Islam a la mezquita de La Meca.

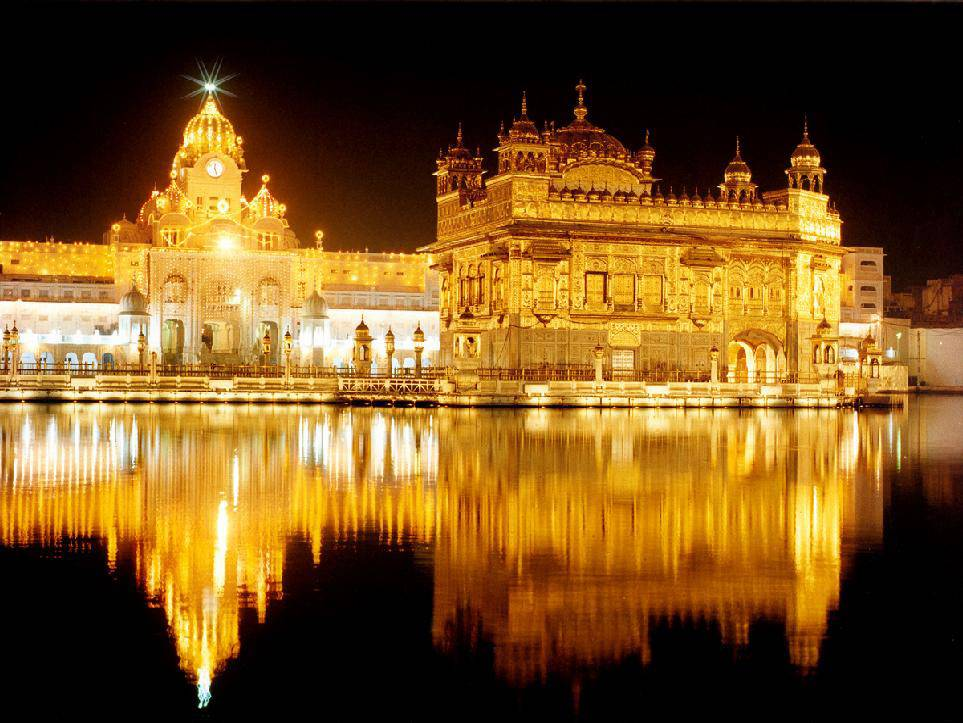
El Templo Dorado de Amritsar

## Etimología
El significado literal de la palabra «gurdwara» en Panyabi (Gurmukhi: ਗ੝ਰਦ੝ਆਰਾ) es 'el portal del Gurú' que puede entenderse como 'la casa del Gurú' o 'la puerta que conduce al Gurú'.

## Historia
Originalmente, en el sijismo se utilizaba como lugar de culto el Dharamshala (en hindi: धर्मशाला, romanizado: dharmaśālā) del sánscrito dharma (धर्म) 'religión' y shālā (शाला) 'santuario', que eran sitios de culto que estaban destinados específicamente para los viajeros religiosos y se construían en lugares de peregrinación para fieles pertenecientes a una religión específica y eran originarios de un lugar específico, donde se les permitía estancia gratuita durante un tiempo limitado. La construcción de estos sitios de culto no eran propios del Sijismo, sino que también eran una práctica frecuente en otros cultos vinculados tales como el Hinduismo, Jainismo y Budismo Tibetano. En el caso del Sijismo, los primeros sijes se reunían en dharamshalas junto con un gurú que congregaba a los fieles para compartir conocimientos filosóficos y guiarlos en ceremonias religiosas. 
Con la creciente expansión de la religión, Gurú Hargobind, sexto gurú del sIjismo, introdujo el concepto del gurdwara como un sitio sagrado propio de dicha religión con funciones más apropiadas al propio culto, estableciendo diferencias marcadas frente a los sitios de cultos de las otras religiones y dejando obsoleto el uso de los dharamshalas en el Sijismo. En la antigüedad, un Gurú era considerado el regente de un gurdwara pero la función del templo fue variando progresivamente del mero culto a una función comunitaria y su administración también, razón por la cual el puesto que antiguamente ocupaba el gurú en el templo actualmente lo ocupa de manera simbólica el lugar donde se emplaza una copia del Adi Granth, texto sagrado de la religión que por sus fieles es considerado por sí mismo como un maestro espiritual que sirve como guía en sus vidas.

## Funciones
La función primordial y primera del gurdwara es la de congregar a los fieles para realizar ceremonias, pero con el paso del tiempo la función del gurdwara se expandió hacia otras funciones más allá de lo meramente religioso, pero que están íntimamente relacionadas con las creencias y los valores que imparte y defiende el Sijismo. En los gurwaras se enseña a niños sobre la propia religión y doctrina, destacando la enseñanza de la ética e imposición de los hábitos y costumbres a través de servicios comunitarios, el estudio de los textos y creencias que se consideran sagradas, y donde se enseña a leer y escribir en el Albabeto Gurmukhi, que es el alfabeto empleado para el idioma Panyabi en el Sijismo. Hay que destacar que los gurdwara funcionan como centros comunitarios, siendo administrados por un comité la comunidad local de fieles, y ofrece refugio, comida gratuita y ayuda a los visitantes que lo necesiten y soliciten, sean o no fieles. La comida es servida en el langar, cocina comunitaria, y es simple, con el objetivo de evitar que las reuniones comunales se conviertan en banquetes donde abunden los excesos, sirviéndose solo comida vegetariana con el objetivo de que cualquier visitante pueda comer sin romper sus estándares alimenticios. El gurdwara por sí mismo oficia como una morada espiritual de las enseñanzas del Adi Granth ante la comunidad, y aunque los sijes muestran reverencia al libro, su reverencia es a su contenido espiritual (shabad) no el libro en sí. El libro es sólo la manifestación visible del shabad.
En India muchos sijs visitan un gurdwara antes del trabajo. En Gran Bretaña, el 39% de los sijs van una vez a la semana, y mientras que los sijs no consideran ningún día de la semana como un día santo, suelen ir a un gurdwara los domingos ya que se ajusta al patrón de trabajo del Reino Unido.

## Estructura y apariencia
En el exterior de todos los gurwaras ondea una bandera sij, que es naranja con el khanda, símbolo del sijismo, situado en el medio. No hay ídolos, estatuas o imágenes religiosas en un gurdwara, porque los creyentes del gijismo sólo adoran a Dios, y consideran que Dios no tiene forma física. Tampoco hay velas, incienso, campanas o cualquier otro arte ritual.
En el Darbar Sahib o salón principal se sitúa el único objeto de reverencia y el foco de atención del templo, que es la copia del Adi Granth que se trata con el mismo respeto que se daría a un gurú humano. El libro se coloca sobre una plataforma elevada denominada Takht o Manji Sahib, ("trono") bajo un dosel (denominado "Chanani" o "Palki"), y se cubre con un paño cuando no se lee. El libro sagrado tiene una habitación propia, que es donde se mantiene durante la noche y se lleva en procesión a la sala principal al comienzo de la adoración del día.
En un gurwara hay cuatro puertas con diversos significados que conducen al Darbar Sahib, siendo estas la Puerta de la Paz, la Puerta del Sustento, la Puerta del Aprendizaje y la Puerta de la Gracias. Estas puertas son el símbolo de que la gente de los cuatro puntos de la brújula y de las cuatro castas son igualmente bienvenidos. Siempre hay una luz encendida para mostrar que la luz del gurú es siempre visible y es accesible a todo el mundo en cualquier momento.

## Reglas y etiqueta
Todos los visitantes deben quitarse sus zapatos y cubrir sus cabezas antes de entrar en el pasillo principal. Está prohibido fumar o masticar tabaco en las instalaciones y los visitantes no pueden entrar mientras están bajo la influencia de drogas o alcohol.
Los sijes se inclinan ante el Adi Granth al entrar al Darbar Sahib, tocando el piso con su frente, lo que más allá de significar una muestra de respeto, simboliza el sometimiento ante los escritos y la consideración de estos como verdades absolutas. La gente también suele hacer una ofrenda de comida o dinero frente al libro sagrado, y generalmente se realiza antes de que el templo comience a operar. La ofrenda no supone un acto de caridad sino el acto simbólico de compartir los dones y regalos de Waheguru, deidad máxima del Sijismo, y no son estrictamente necesarios; si una persona no tiene dinero o comida para ofrecer pueden ofrecer flores, o sólo algunas palabras de sincero agradecimiento.
Después de hacer una reverencia al libro sagrado, los fieles al entrar saludan a la congregación en voz baja y tranquila diciendo la frase: "el Khalsa (colectividad universal de fieles) debe su lealtad a Dios (Waheguru), la soberanía pertenece sólo a Dios" y los que no sean fieles deben hacerlo para poder ingresar.
En un gurdwara solo está permitido sentarse en el suelo. No se permiten cojines ni asientos. Esto representa una muestra de humildad ante el libro sagrado, que da a todos un lugar de igual categoría para sentarse. La mayoría de las personas se sientan con las piernas cruzadas. Nadie debe sentarse con los pies apuntando hacia el libro sagrado y cualquiera que pase por el libro sagrado o el templo debe hacerlo en sentido de las agujas del reloj. Los hombres y las mujeres generalmente se sientan en lados separados de la sala. 
Cada gurdwara tiene un granthi, que es el encargado de organizar los servicios diarios y de leer y custodiar el libro sagrado. Un granthi debe ser fluido en leer gurmukhi y debe ser entrenado apropiadamente en todos los aspectos de cuidar del libro sagrado, y se espera que sea un miembro iniciado de la Khalsa Sij, que vive una vida que ejemplifica los ideales de la Khalsa. Aun así no es un sacerdote propiamente dicho; los sijes no tienen sacerdotes ordenados y cualquier fiel puede dirigir las oraciones y recitar las escrituras a la congregación
Al finalizar la ceremonia, se le sirve a la gente Karah Parshad, un tipo de comida vegetariana dulcificada que se sirve y prepara específicamente para las ceremonias sijes, y es recibido en manos ahuecadas como un regalo de Dios.

## Liturgia
Los sijes no tienen una liturgia oficial general que se debe utilizar en un gurdwara, aunque hay reglas para ceremonias particulares.

### Kirtan
Kirtan, del sánscrito Kīrtana (कीर्तन) que puede traducirse como varios verbos, narrar, recitar, contar o describir, es un término muy utilizado en la India para lo que son ceremonias religiosas que consisten en coros o cantos. El servicio de la mañana de un gurdwara comienza con el canto de Asa Di Var, un himno escrito por Guru Nanak, fundador del sijismo. Luego se cantan otros himnos del libro sagardo, acompañados de instrumentos. El kirtan es una parte fundamental de las ceremonias sijistas y de la actividad religiosa de un gurdwara.

### Sermón
Un sermón o una charla, generalmente basado en un tema de la historia de la religión, viene después. Esto es seguido por el canto de Anand Sahib, un himno escrito por Amar Das, Tercer Gurú del Sijismo.

### Ardas
Ardas, del panyabí Ardās (ਅਰਦਾਸ) que quiere decir "oración", ocurre luego. La congregación se coloca con los ojos cerrados que hacen frente al libro sagrado para la oración. 

### Paath
Paath, del sánscrito patha (पठन) que quiere decir "redacción", es la ceremonia en la cual se recitan los textos sagrados. Después de la oración, el Adi Granth se abre en una página aleatoria y se lee el himno que se encuentra en la parte superior de la página de la izquierda (Vak o Hukam). El texto se considera una lección relevante para el día.

### Comida ceremonial
Después del servicio, la comida se ofrece a la congregación. Esto consiste en Parshad y una comida más sustancial en el Langar. Parshad es un dulce hecho de cantidades iguales de harina de trigo, azúcar y mantequilla clarificada.
Las primeras cinco porciones se dan a los miembros de Khalsa en memoria del Panj Pyares (los cinco primeros miembros de la Khalsa). Después de ellos se sirve parshad al resto de la congregación sin distinciones de raza, religión, rango o casta.